# Sierra de las Minas
Sierra de las Minas – pasmo górskie we wschodniej Gwatemali, ciągnące się 130 km na zachód od jeziora Izabal. Pasmo o szerokości 15–30 km ograniczają doliny rzek Polochic (od północy) i Motagua (od południa). Stanowią naturalną granicę pomiędzy departamentami Izabal, Zacapa i El Progreso. Najwyższy szczyt Cerro Raxón osiąga wysokość 3015 m n.p.m.
W 1990 części gór Sierra de las Minas przyznano status rezerwatu biosfery.